# Mechmech
Mechmech est une commune libanaise, localisée dans le département du Mont-Liban et dans le district de Byblos (Jbeil). Elle est située environ 60 kilomètres au nord de Beyrouth, se situe à 1200 mètres au-dessus du niveau de la mer et couvre 1371 hectares.
Ses habitants sont principalement catholiques maronites.
En 2010, il y avait 1338 électeurs inscrits.
Mechmech ne possède pas d'hopital, et pas d'entreprise enregistrée de plus de cinq salariés.
Elle possède une école dirigée par Mira Sawma. En 2010, l'école fait partie du programme de regroupement scolaire, pour être fermée et rattachée à celle de Tartej, à 17 kilomètres du village.